# Den gamla kronan
Den gamla kronan (For Old Dime's Sake) är en Joakim von Anka-historia av Carl Barks från 1963. Den handlar om hur Joakim von Anka, Kalle Anka och Knattarna försvarar Joakims första krona mot Magica de Hex.

## Handling
Serien inleds med att Joakim von Ankas kassavalv är under attack av extremt väder. Joakim berättar att Magica de Hex tillverkat en ny trollstav som kontrollerar väder och andra gudalika krafter i kosmos. Joakim installerade därför ett nytt försvarssystem för att motverka Magicas krafter. Magica ger efter flera försök upp och byter taktik. Hon förvandlar sig till stadens borgmästare och kan på så sätt fånga in Joakim. Då kronan är kvar i kassavalvet intar Magica Joakims utseende och försöker lura Kalle Anka och Knattarna som dock genomskådar henne och kan både rädda kronan och förstöra den mäktiga trollstaven.